# Oriensmilus liupanensis
Oriensmilus liupanensis — викопний вид котоподібних ссавців родини барбурофелід (Barbourofelidae), що існував у міоцені. Майже повний череп тварини виявлений у 2020 році у відкладеннях формації Чжан'енбао у басейн Тунсінь, що розташований у північному передгір'ї гір Люпань у повіті Тунсінь в Нінся-Хуейського автономного районі.